# Teardrops (canción de Bring Me the Horizon)
Teardrops es una canción de la banda de rock británica Bring Me the Horizon. Fue producido por el vocalista de la banda Oliver Sykes y el tecladista Jordan Fish, aparece en el lanzamiento comercial de 2020 del grupo Post Human: Survival Horror. La pista fue lanzada como el cuarto sencillo del EP el 22 de octubre de 2020.

## Lanzamiento y promoción
Después de que se publicara un anuncio con respecto a la información para una gira en el Reino Unido en septiembre de 2021, la banda reveló un teaser del nuevo video musical de "Teardrops" que se lanzaría al día siguiente.

## Composición y letra
"Teardrops" ha sido descrito como una canción de nu metal. Fue escrito por el vocalista principal de la banda, Oliver Sykes, y el tecladista Jordan Fish. La canción habla sobre los niños que crecen en la era actual con la adicción a la tecnología como un lugar común y sus problemas. También habla de depresión y ansiedad. El video musical representa a Sykes luchando con sus Terrores nocturnos y abuso de drogas, pero lo superó debido a los compañeros de banda. Según una entrevista con NME, la canción es la favorita de Oliver Sykes. Musicalmente, "Teardrops" se inspira en el género típico del nu metal y los críticos musicales comparan la canción con el sonido del viejo Linkin Park.

## Video musical
El video musical de "Teardrops" fue lanzado el mismo día que el sencillo. Dirigido por el propio Sykes, el video se inspira en su batalla con la depresión durante el período de encierro, en el que esto estaría representado en las escenas con él ahogándose.
El video comenzaría con Sykes sentado en una cama, antes de hundirse en la cama en un océano de agua, en el que cantaría mientras se ahoga. Esto se mostraría entre cortes de él hundiéndose en una bañera y volviéndose loco. Más tarde se demostraría que una figura era la que ahogaba a Sykes en el agua y se arrastraba sobre él mientras dormía en la cama. Finalmente, Sykes saldría del agua para unirse a sus compañeros de banda durante el resto de la canción.

## Posicionamiento en listas
| Lista (2020-2021)                             | Mejor posición |    |
| --------------------------------------------- | -------------- | -- |
| Alemania (Deutsche Single Trend Charts)       | 6              |    |
| Escocia (Scottish Singles Sales Chart)        | 62             |    |
| Estados Unidos (Digital Songs)                | 44             |    |
| Estados Unidos (Hot Rock & Alternative Songs) | 16             |    |
| Estados Unidos (Mainstream Rock)              | 13             |    |
| Estados Unidos Rock Airplay (Billboard)       | 39             |    |
| Reino Unido (UK Singles Chart)                | 39             |    |
| Reino Unido (UK Rock & Metal Singles)         | 1              |    |
| República Checa (Singles Digitál Top 100)     | {{{2}}}        | 99 |